# Jackie Martling
Jackie Martling est un acteur et scénariste américain né le 14 février 1948 à Mineola Long Island, New York (États-Unis).

## Filmographie

### comme acteur
- 2000 : Let Me In, I Hear Laughter
- 1999 : The Rules (For Men)
- 2002 : High Times Potluck : Mercury
- 2003 : Mail Order Bride : Jackie the Viking
- 2003 : Anne B. Real : Mr. Hanger
- 2003 : Caged : Golfer
- 2004 : Approaching Heaven : Doctor Helmerich
- 2005 : Jokebitch : Jackie
- 2005 : Searching for Bobby D : Auditioning Comic
- 2005 : Stand Up : Jackie
- 2006 : Venus & Vegas : Boyfriend / Vegas bus driver
- 2006 : Kiss Me Again : Mel

### comme scénariste
- 1984 : Dirty Dirty Jokes (vidéo)
- 1987 : The Howard Stern Show (TV)
- 1988 : Comedy's Dirtiest Dozen
- 1992 : Howard Stern's Butt Bongo Fiesta (vidéo)
- 1994 : Miss Howard Stern's New Year's Eve Pageant (vidéo)